# Дерябкин, Виктор Ефимович
Ви́ктор Ефи́мович Деря́бкин (род. 11 мая 1954, Большенаполовский, Ростовская область) — политический и хозяйственный деятель, Депутат Государственной Думы Федерального Собрания Российской Федерации VII созыва. Член фракции «Единая Россия», член комитета по транспорту и строительству. Из-за вторжения России на Украину, находится под международными санкциями Евросоюза, США, Великобритании и ряда других стран.

## Биография
В 1973 году окончил Ростовское-на-Дону мореходное училище рыбного хозяйства по специальности «техник-судомеханик», в 1973—1976 годах работал в Невельском управлении тралового флота Сахалинской области в должности третьего механика. Вернувшись в Ростов-на-Дону, работал на ремонтно-эксплуатационной базе «Красный флот» слесарем-судоремонтником (1976—1978), затем мастером, старшим мастером, начальником участка.
В 1981 году окончил Всесоюзный заочный институт пищевой промышленности, получил квалификацию инженера-механика (по специальности «Холодильные и компрессорные машины и установки»). С 1983 по 1986 год был заместителем секретаря парткома Волго-Донского речного пароходства. В 1986—1988 годах В. Е. Дерябкин работал главным инженером ремонтно-эксплуатационной базы «Красный Флот». Затем перешёл на работу в Ростовский обком КПСС, где в течение двух лет работал инструктором и ответственным организатором. В 1990—1996 годах В. Е. Дерябкин руководил Ростовским судоремонтным заводом, возглавлял ЗАО «РИФ».
В 1997 году В. Е. Дерябкин был назначен главой администрации Пролетарского района города Ростов-на-Дону, а в 1999 году прошёл переподготовку в Северо-Кавказской академии государственной службы по специальности «государственное и муниципальное управление». В 2002 году В. Е. Дерябкин был назначен заместителем главы администрации (губернатора) Ростовской области — министром экономики, торговли, международных и внешнеэкономических связей.
2 марта 2008 года В. Е. Дерябкина избрали депутатом Законодательного собрания Ростовской области IV созыва. Он проходил по единому избирательному округу в составе списка кандидатов, выдвинутого Ростовским региональным отделением Всероссийской политической партии «Единая Россия». 18 марта 2008 года на первом заседании Законодательного Собрания Ростовской области IV созыва Виктор Ефимович Дерябкин был избран Председателем Законодательного собрания Ростовской области. После визита в город Пролетарск Ростовской области выступил с предложением на Государственную Думу, чтобы все федеральные структуры работали в системе МФЦ.
18 сентября 2016 года В. Е. Дерябкин был избран Депутатом Государственной Думы Российской Федерации VII созыва по одномандатному 0155 Волгодонскому избирательному округу Ростовской области. Включён в состав комитета по транспорту и строительству.

## Законотворческая деятельность
С 2016 по 2019 год, в течение исполнения полномочий депутата Государственной Думы VII созыва, выступил соавтором 21 законодательной инициативы и поправки к проектам федеральных законов.
Вместе с депутатом Госдумы, членом фракции Единая Россия Игорем Станкевичем, стал соавтором спешно внесенного в декабре 2020 законопроекта о регулировании букмекерского рынка. Предложение носило очень спорный характер и вызвало бурю разногласий в министерствах и депутатских кругах. Депутаты предложили снизить отчисления на спорт и перевести контроль за отчислениями в публично-правовую компанию, которая должна была учредить частную финансовую структуру взамен лицензируемых ЦБ структур. Отмечалось также, что ряд положений законопроекта противоречит законодательству РФ.
Законопроект о регулировании букмекерского рынка стал одним из немногих спорных проявлений  законотворческой активности Дерябкина .

## Награды
- Медаль ордена «За заслуги перед Отечеством» II степени (2013)
- Орден «За заслуги перед Ростовской областью» (22 апреля 2024 года)[9]
- Благодарность Президента Российской Федерации (7 апреля 2017 года) — за активное участие в общественно-политической жизни российского общества[10]